# ヴェストヴォーゴイ

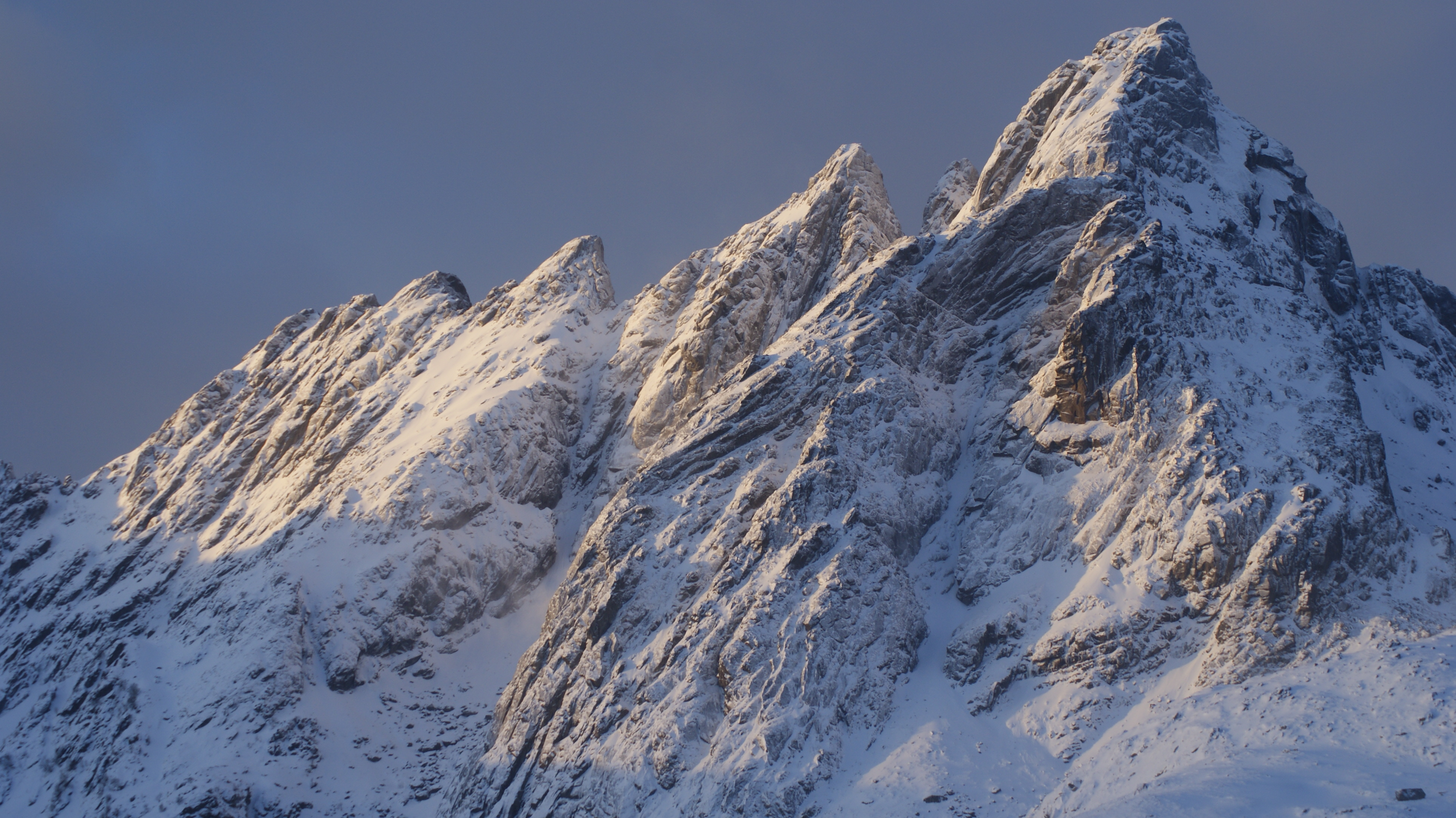
冬の日差しを受けて輝くスコッティンデン山

ヴェストヴォーゴイ（ノルウェー語: Vestvågøy、øyは島の意）は、ノルウェーのヌールラン県にある島、またはその全域を管轄する自治体。ロフォーテン諸島の一部から成る。行政の中心地はレクネス町。
1963年1月1日にボルゲ、ブスクネス、ホール、ヴァルベルグの四自治体が合併し誕生した。人口は1万813人と、ロフォーテン諸島とベステローデン諸島で最も多い。
ボルグにはロフォーツル・バイキング博物館があり、石と芝生でつくられた推定80mの鉄器時代の族長の家などが復元されている。

## 基礎情報

### 地名
自治体名はヴェストヴォーグ島からとられた。「ヴェスト」には西という意味がある。古ノルド語では島をLófótと呼んだ。

## 紋章
1984年9月7日に国王の認可を得た現在の紋章には、干しタラが描かれている。この地は中世からノルウェーでも有数のタラなど干し魚の生産地だった。

## 地理

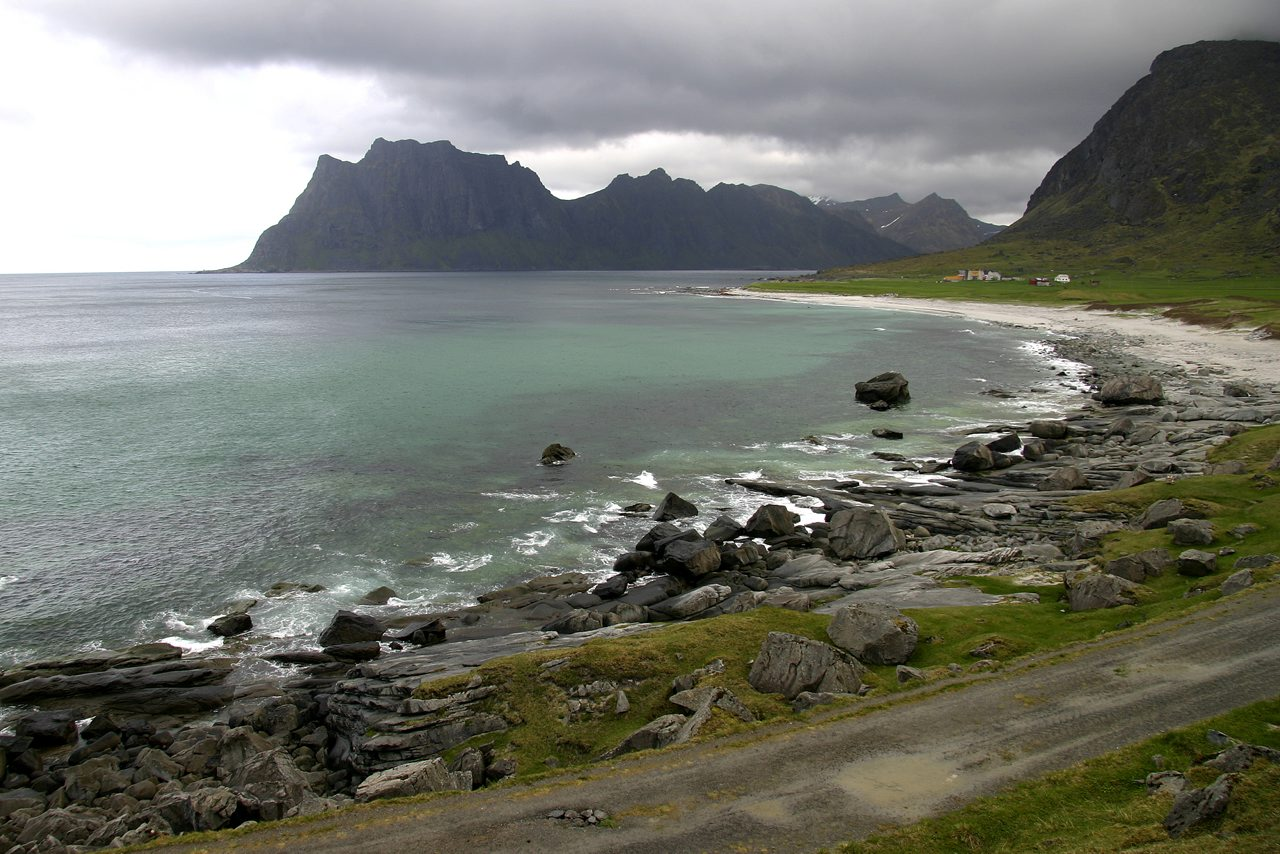
ウタクレイヴ・ビーチ

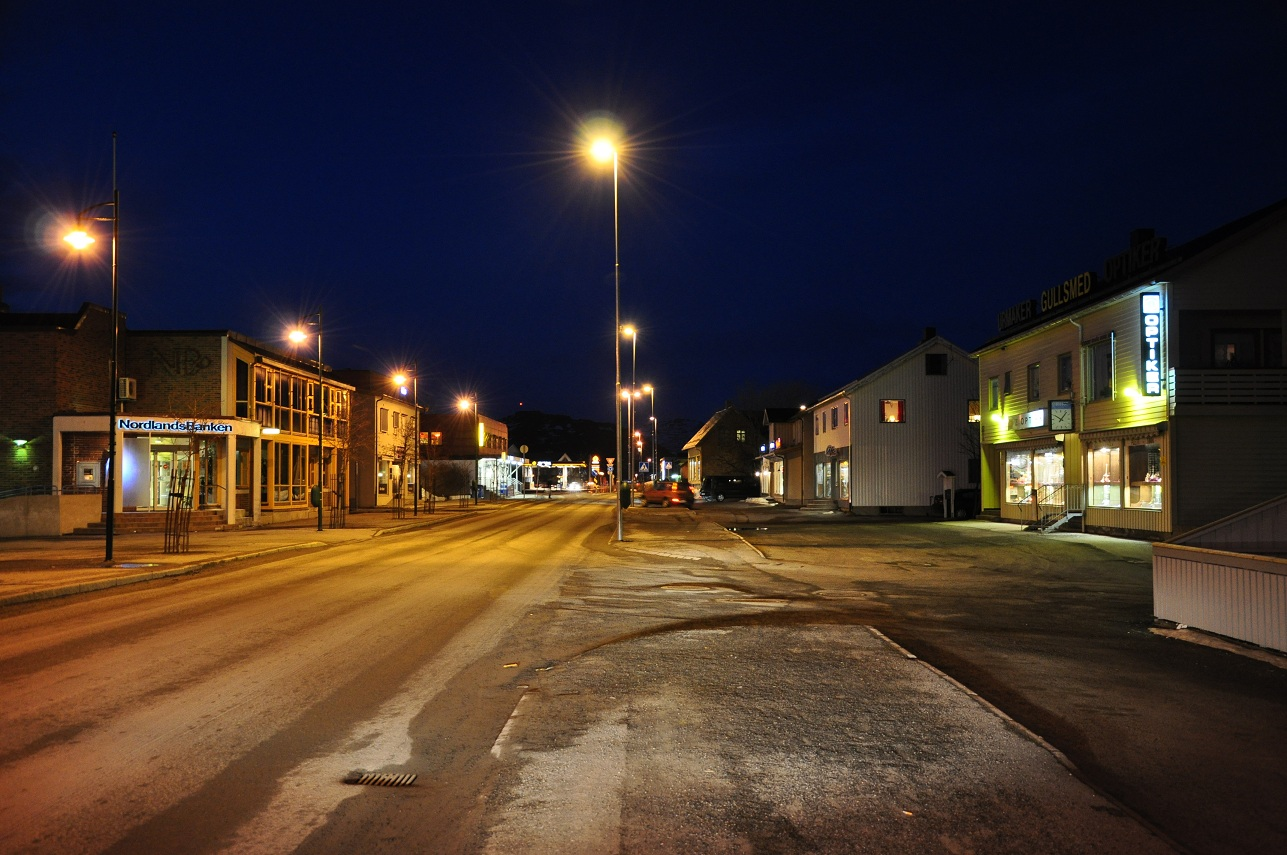
レクネスの目抜き通りの夜

島の南東岸には切り立った崖や山々が聳えているが、北西側は平坦で、農地が広がっている。島民の多くは中心都市のレクネスまたはその「ツイン・タウン」で中央病院のあるグラヴダルで暮らしている。南東部にはバールシュタッドや沿岸急行船のフッティルーテンも停泊するスタムスンなどの漁村がある。
西海岸の一部を除くと、島の海岸線は切り立っている。島西側のウタクレイヴ・ビーチは英紙「ザ・タイムズ」の「ヨーロッパ一ロマンチックなビーチ」に選ばれたほか、近くのハウクランド・ビーチもノルウェー紙「タクプラデット」の「ノルウェーで最高のビーチ」に選ばれた。
レクネスでは毎年5月26日から7月17日にかけて白夜となり、また毎年12月9日から1月4日にかけては極夜となる。

## 交通
スヴォルヴェルから西へ68km、オーからは東へ65kmと地理的にロフォーテン諸島の中ほどに位置するレクネスは、スヴォルヴァルと並ぶ同諸島の交易都市になっている。町の空港にはヴィデロー航空が乗り入れ、ボードーとの間で毎日7便、スヴォルヴェルとの間で毎日数便が運航されている。また、小規模なバスターミナルもあり、ロフォーテン諸島を行くバスの拠点になっている。レクネスの港はノルウェーで最も重要かつ多くの観光客が来る港湾のひとつである。

## ギャラリー

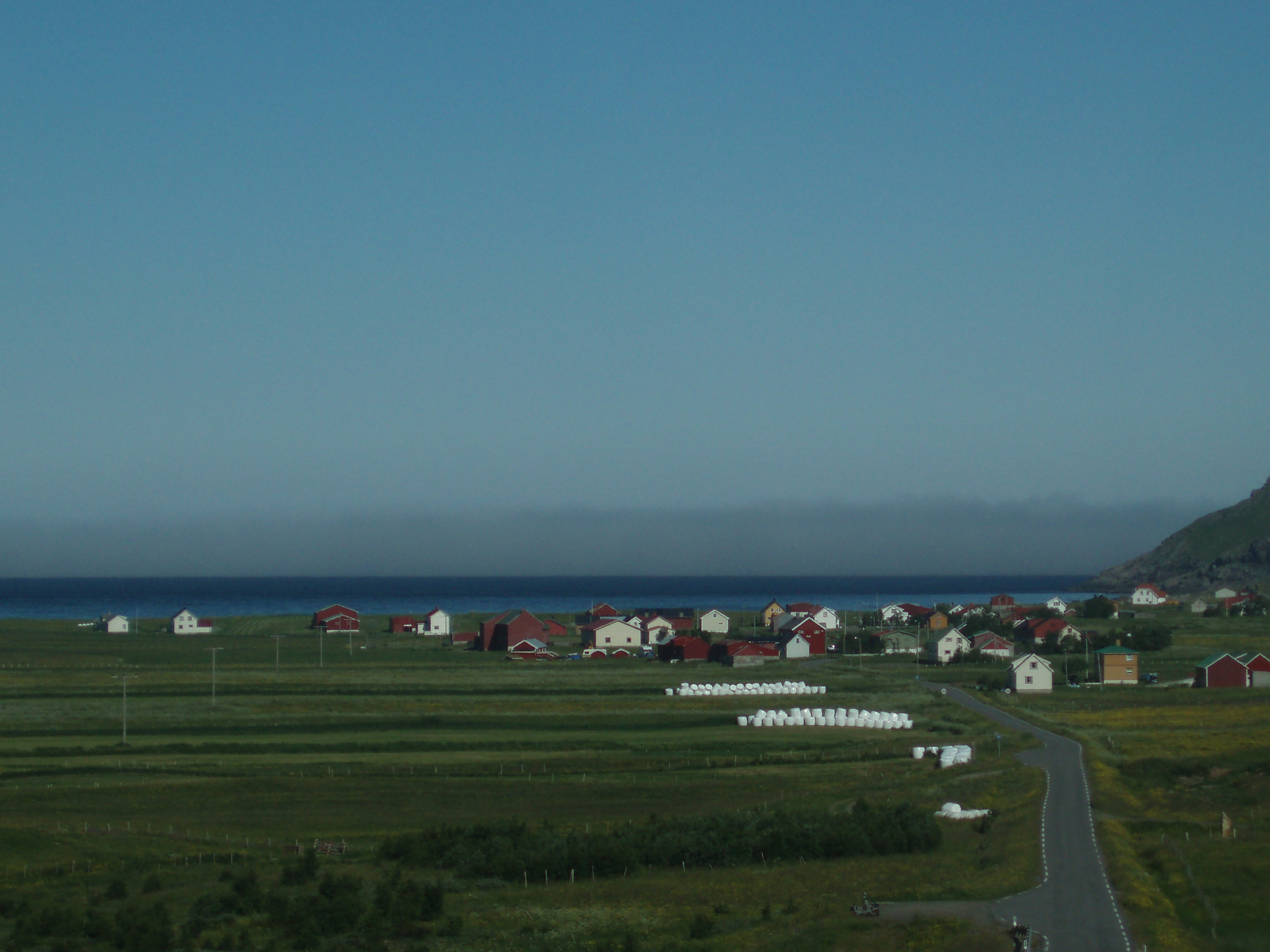
島の平地。ヴェストヴォーグ島はロフォーテン諸島で最も平地面積の広い島である
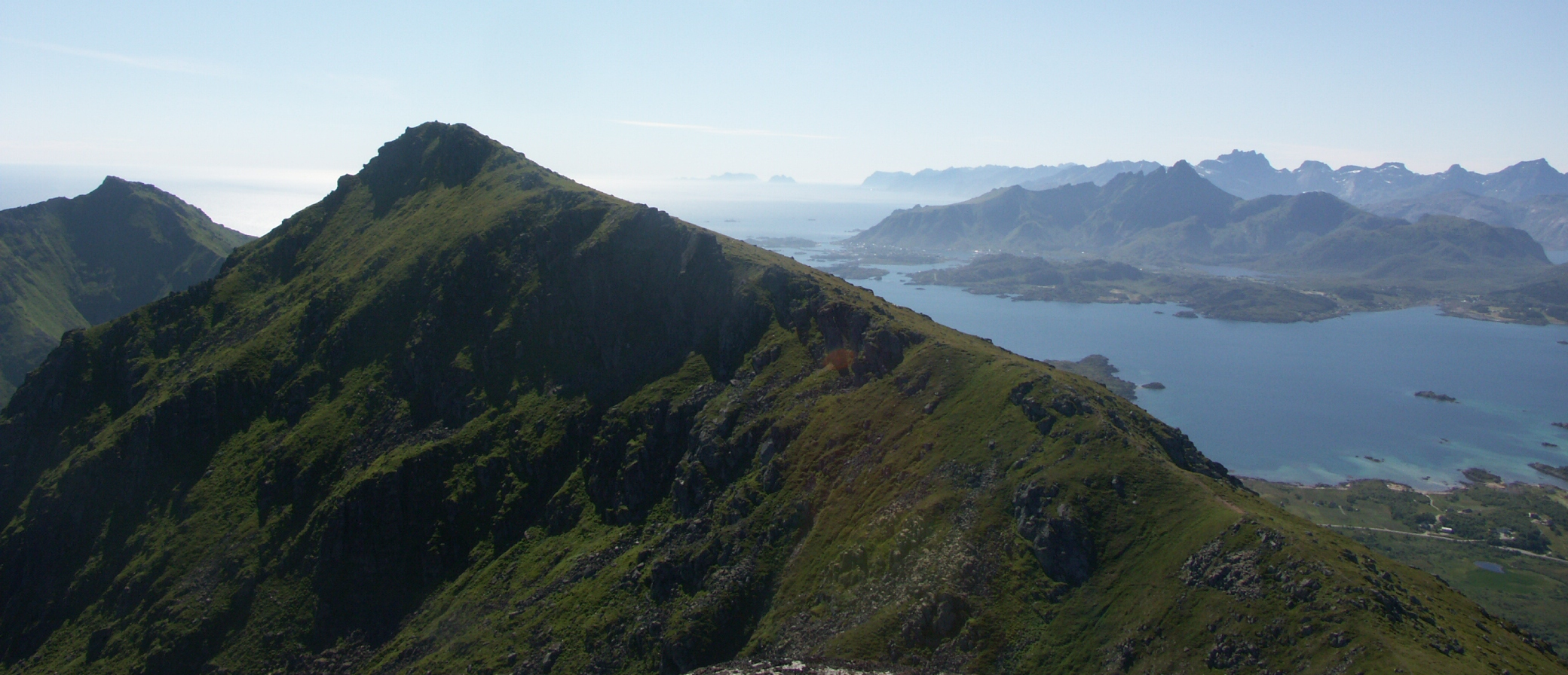
ブリティンゲン山の頂から南西を眺める
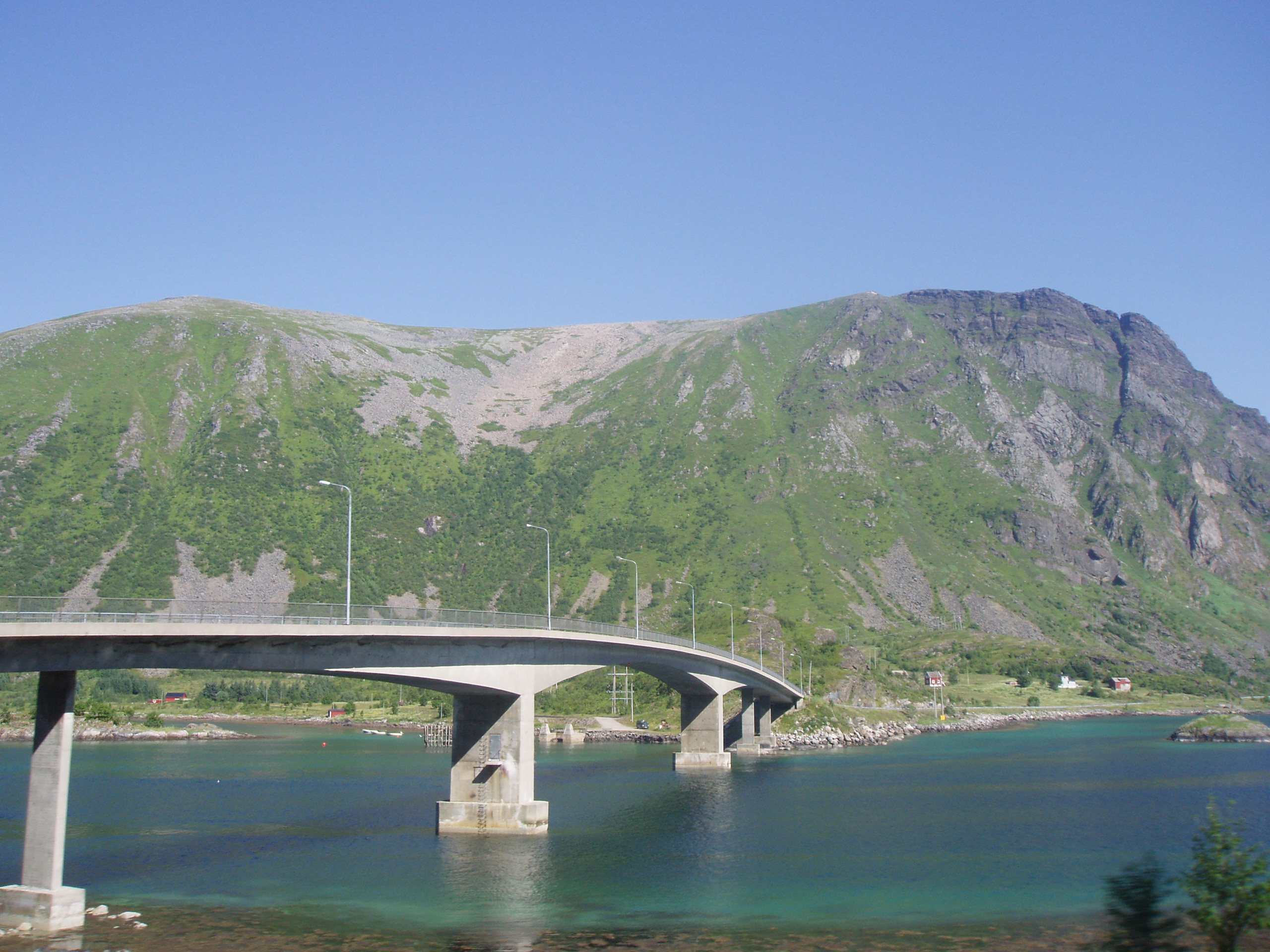
スンドクラック海峡橋梁